# Provincia di Pola
La provincia dell'Istria o provincia di Pola è stata una provincia italiana esistita dal 1923 al 1947. La sua targa automobilistica fu PL.
Nel 1938 la provincia era divisa in 42 comuni e aveva una superficie di 3.718,30 km² con una popolazione di 294.492 abitanti e una densità di 80 ab./km². Essendo stata istituita in età fascista, la Provincia di Pola non ebbe mai un suo consiglio provinciale né un presidente della provincia.
Tutti i comuni che facevano parte della Provincia di Pola al momento della sua soppressione fanno oggi parte della Croazia, ad eccezione di Capodistria con Maresego, Monte di Capodistria e Villa Decani, Erpelle-Cosina, Isola d'Istria e Pirano, appartenenti alla Slovenia.

## Prefetti della provincia
- Alberto Giannoni, 8 febbraio 1923 - 10 gennaio 1925
- Anselmo Cassini, 10 gennaio 1925 - 16 ottobre 1926
- Enrico Cavalieri, 16 ottobre 1926 - 1º aprile 1928
- Leone Leone, 1º aprile 1928 - 16 maggio 1931
- Italo Foschi, 16 maggio 1931 - 10 settembre 1933
- Oreste Cimoroni, 10 settembre 1933 - 21 agosto 1939
- Renzo Chierici, 21 agosto 1939 - 5 dicembre 1941
- Vincenzo Berti, 5 dicembre 1941 - 8 settembre 1943, destituito dalla Wehrmacht
- Emanuele Zannelli, 8 settembre 1943 - 18 ottobre 1943, nominato da Friedrich Rainer
- Ludovico Artusi, Capo della Provincia, 18 ottobre 1943 - 4 maggio 1945

## Storia

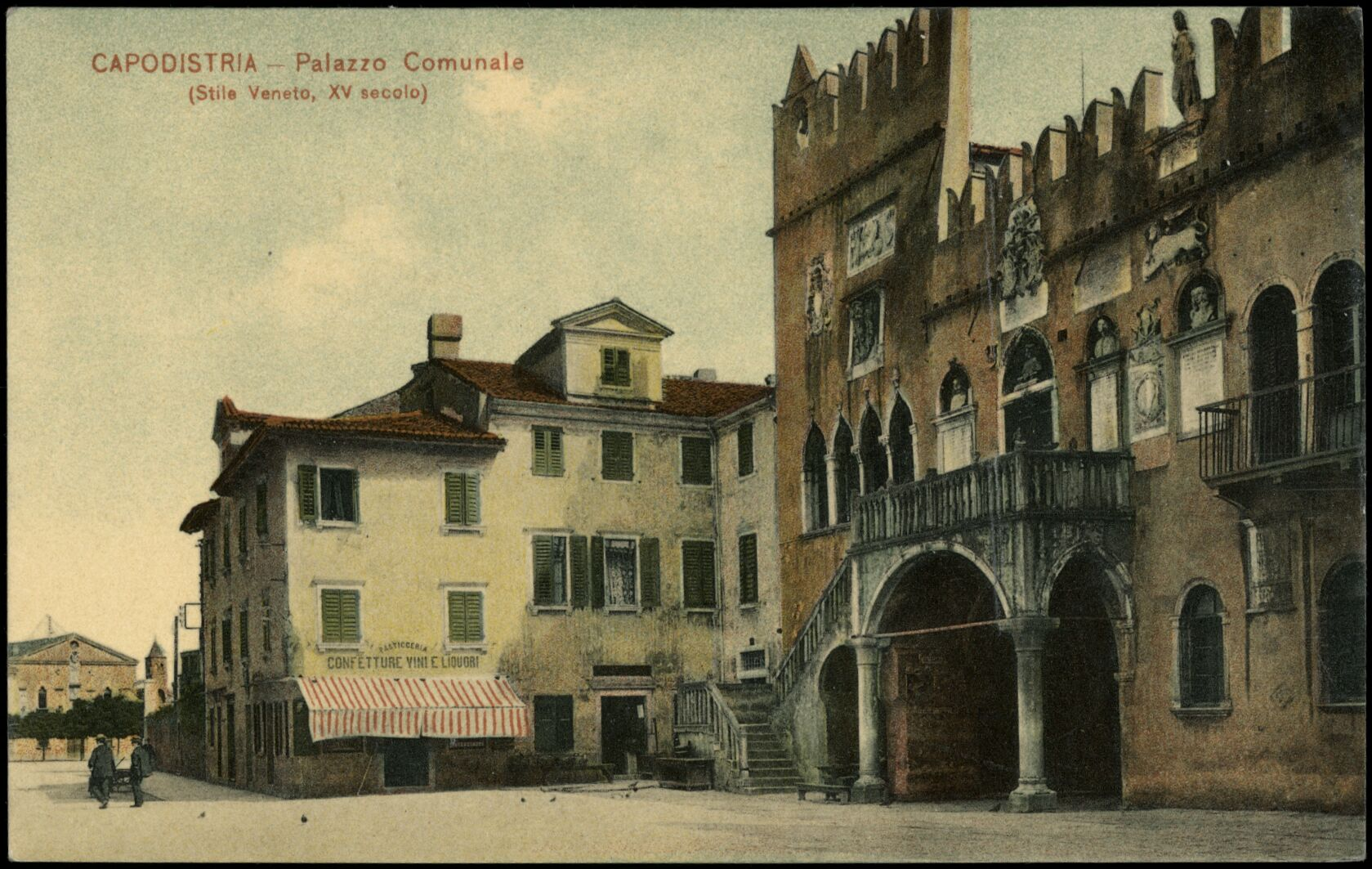
Il palazzo municipale di Capodistria negli anni dell'esistenza della provincia di Pola

La Provincia di Pola fu creata nel 1923 tramite regio decreto 18 gennaio 1923 n°53, a seguito dell'annessione dell'Istria all'Italia sancita dal Trattato di Rapallo (1920), cancellando il previgente Margraviato d'Istria del quale ereditò quasi lo stesso territorio. Ad essa appartenevano anche le isole del Quarnaro, Cherso e Lussino. A quel tempo comprendeva tutti i comuni istriani con l'eccezione di Muggia e altri piccoli comuni assegnati alla provincia di Trieste. La scelta di Pola come capoluogo, in luogo di Parenzo sede del margraviato, fu operata in ossequio alla retorica politica di espansione marinara del fascismo. Nel 1924 il circondario di Volosca-Abbazia, esclusi i comuni di Castelnuovo d'Istria e Matteria, fu ceduto alla nuova provincia di Fiume.
Al momento dell'assegnazione delle sigle delle targhe automobilistiche con la riforma del codice della strada nel 1927, alla provincia di Pola fu assegnata la sigla PL. Il principale quotidiano era pubblicato a Pola e si chiamava Il Corriere Istriano. Nel 1928 i comuni di Castelnuovo d'Istria e Matteria furono distaccati dalla provincia di Pola e assegnati a quella di Fiume.
Nel 1943 la provincia passò sotto il controllo della Wehrmacht che impose di affiancare al Capo della Provincia Ludovico Artusi un viceprefetto croato, Bogdan Mogorović.
Nel 1945 la provincia passò sotto l'occupazione dei comunisti titini che il 5 maggio ne proclamarono l'annessione alla Jugoslavia senza attendere i dovuti atti di diritto internazionale: tuttavia la reazione alleata costrinse i militari jugoslavi ad abbandonare almeno il capoluogo, sottoposto alla gestione diretta dell'AMGOT tramite un comandante distrettuale.

## Suddivisione amministrativa
All'atto dell'istituzione, la provincia era suddivisa in 6 circondari, a loro volta suddivisi in 15 mandamenti e 60 comuni, ricalcando sostanzialmente la ripartizione del vecchio margraviato: spicca infatti l'alto numero di circondari, del tutto fuori media, che tradiva il fatto di essere stati ricavati dai precedenti e più ristretti distretti austriaci. In seguito all'istituzione della Provincia di Fiume, il circondario di Volosca-Abbazia, esclusi i comuni di Matteria e Castelnuovo d'Istria, venne assegnato a quella provincia portando il numero dei comuni a 42.
- circondario di Capodistria
  - ex-mandamento di Bisterza[10]
    - Castelnuovo d'Istria, Matteria[11]

  - mandamento di Capodistria
    - Capodistria, Erpelle-Cosina, Maresego, Paugnano, Villa Decani

  - mandamento di Pinguente
    - Pinguente, Rozzo, Silun Mont'Aquila

  - mandamento di Pirano
    - Isola d'Istria, Pirano
- circondario di Parenzo
  - mandamento di Parenzo
    - Orsera, Parenzo

  - mandamento di Buie
    - Buie d'Istria, Cittanova d'Istria, Grisignana, Umago, Verteneglio

  - mandamento di Montona
    - Montona, Portole, Visignano, Visinada
- circondario di Pisino
  - mandamento di Pisino
    - Antignana, Bogliuno, Draguccio, Gimino, Pisino, Valdarsa

  - mandamento di Albona
    - Albona, Fianona
- circondario di Pola
  - mandamento di Pola
    - Pola

  - mandamento di Dignano
    - Barbana d'Istria, Dignano d'Istria, Sanvincenti

  - mandamento di Rovigno
    - Canfanaro, Rovigno, Valle d'Istria
- circondario di Lussino
  - mandamento di Lussino
    - Lussingrande, Lussinpiccolo, Ossero

  - mandamento di Cherso
    - Cherso

Gli anni successivi portarono nuove modificazioni. Nel 1924 da Ossero fu staccata Neresine. Nel 1928 il comune di Draguccio fu annesso a Pisino. Nello stesso anno il governo ripensò la sua decisione su Matteria e Castelnuovo d'Istria, che vennero spostate in Provincia di Fiume. Ai 40 comuni residui, negli anni Trenta ne vennero aggiunti due nuovi, ossia la nuova località turistica di Brioni Maggiore e quella mineraria di Arsia, chiudendo il totale dei municipi a quota 42.

Divisione amministrativa dell'Istria e del Quarnaro dal 1924 al 1947 con segnate la provincia di Trieste (colore verde), la provincia di Gorizia (blu), la provincia di Pola (giallo) e la provincia di Fiume (rosso)

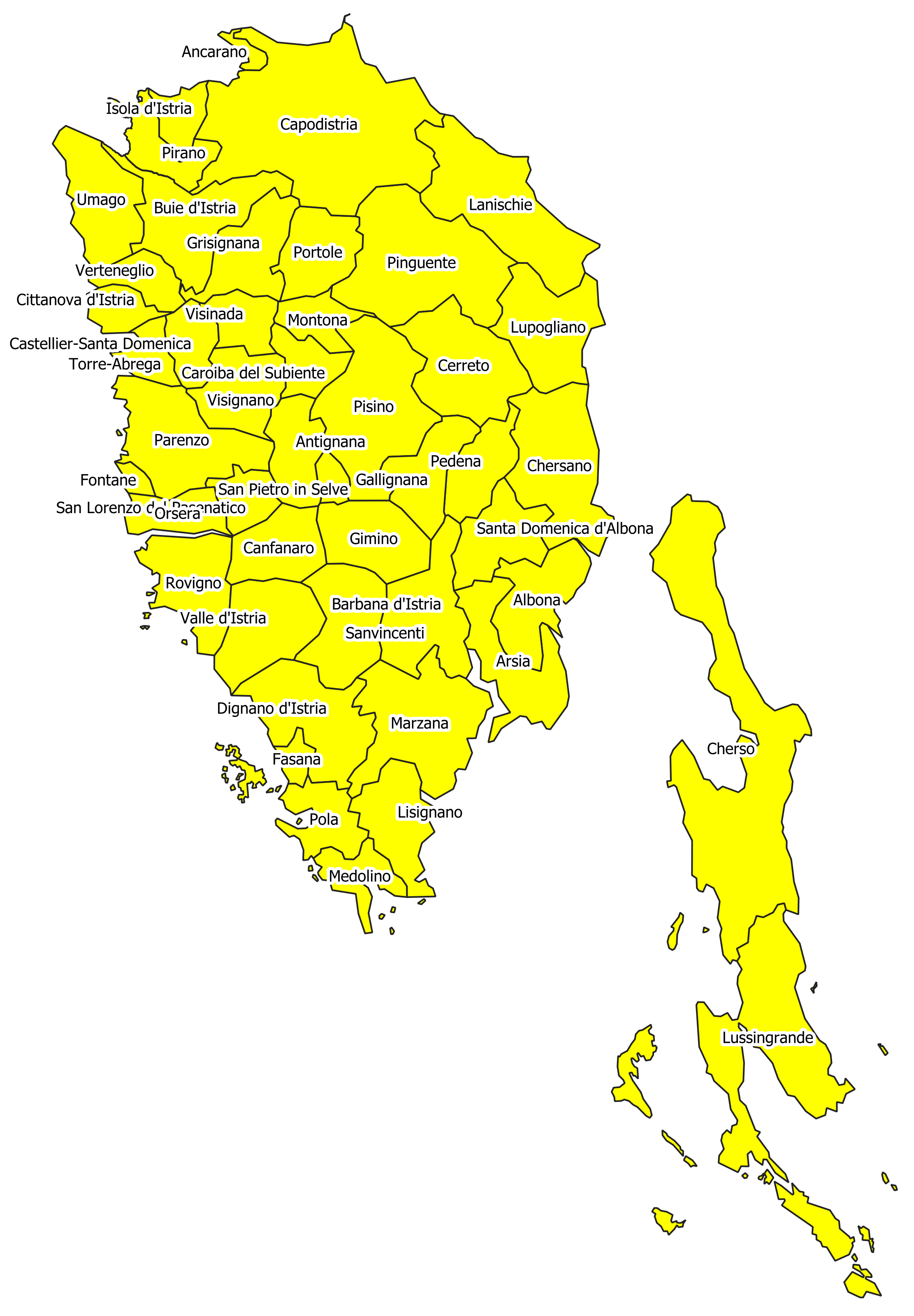
Provincia di Pola nel periodo 1923-1947; i confini riportati non corrispondono esattamente a quelli dell'epoca poiché sono state utilizzate le divisioni amministrative attuali.

### Elenco dei comuni
| N. | Nome italiano      | Codice catastale | Stato attuale | Comune attuale                         | Eventi accaduti durante il periodo di appartenenza all'Italia                                         |
| -- | ------------------ | ---------------- | ------------- | -------------------------------------- | --- |
| 1  | Albona             | A170             | Croazia       | Albona Santa Domenica                  | |
| 2  | Antignana          | A311             | Croazia       | Antignana San Pietro in Selve          | |
| 3  | Arsia              | A442             | Croazia       | Arsia                                  | Comune staccato da Albona istituito nel 1937                                                          |
| 4  | Barbana d'Istria   | A624             | Croazia       | Barbana                                | |
| 5  | Bogliuno           | A924             | Croazia       | Lupogliano                             | |
| 6  | Brioni Maggiore    | B186             | Croazia       | Pola                                   | Comune staccato da Pola istituito nel 1934                                                            |
| 7  | Buie d'Istria      | B260             | Croazia       | Buie                                   | |
| 8  | Canfanaro          | B601             | Croazia       | Canfanaro                              | |
| 9  | Capodistria        | B665             | Slovenia      | Capodistria                            | [ 13 ]                                                                                                |
| 10 | Cherso             | C601             | Croazia       | Cherso                                 | |
| 11 | Cittanova d'Istria | C748             | Croazia       | Cittanova                              | |
| 12 | Dignano d'Istria   | D301             | Croazia       | Dignano                                | |
| -  | Draguccio          | D362             | Croazia       | Cerreto                                | Già frazione di Pinguente sotto l'Austria Comune soppresso e annesso a Pisino nel 1928                |
| 13 | Erpelle-Cosina     | D425             | Slovenia      | Erpelle-Cosina                         | Già Occisla-Clanzo prima del fascismo                                                                 |
| 14 | Fianona            | D563             | Croazia       | Chersano                               | |
| 15 | Gimino             | E032             | Croazia       | Gimino                                 | |
| 16 | Grisignana         | E183             | Croazia       | Grisignana                             | |
| 17 | Isola d'Istria     | E355             | Slovenia      | Isola                                  | |
| 18 | Lussingrande       | E765             | Croazia       | Lussinpiccolo                          | |
| 19 | Lussinpiccolo      | E766             | Croazia       | Lussinpiccolo                          | [ 16 ]                                                                                                |
| 20 | Maresego           | E942             | Slovenia      | Capodistria                            | |
| 21 | Montona            | F683             | Croazia       | Montona Caroiba                        | |
| 22 | Neresine           | F869             | Croazia       | Lussinpiccolo                          | Comune staccato da Ossero istituito nel 1924                                                          |
| 23 | Orsera             | G127             | Croazia       | Orsera San Lorenzo Fontane             | |
| 24 | Ossero             | G177             | Croazia       | Lussinpiccolo                          | |
| 25 | Parenzo            | G322             | Croazia       | Parenzo Torre-Abrega                   | [ 17 ]                                                                                                |
| 26 | Paugnano           | G380 / F485      | Slovenia      | Capodistria                            | Ridenominato Monte di Capodistria nel 1927                                                            |
| 27 | Pinguente          | G675             | Croazia       | Pinguente                              | |
| 28 | Pirano             | G700             | Slovenia      | Pirano                                 | |
| 29 | Pisino             | G709             | Croazia       | Pisino Gallignana Pedena               | [ 19 ]                                                                                                |
| 30 | Pola               | G778             | Croazia       | Pola Fasana Lisignano Marzana Medolino | [ 21 ]                                                                                                |
| 31 | Portole            | G915             | Croazia       | Portole                                | |
| 32 | Rovigno            | H619             | Croazia       | Rovigno                                | Ridenominato Rovigno d'Istria nel 1924                                                                |
| 33 | Rozzo              | H624             | Croazia       | Pinguente                              | |
| 34 | Sanvincenti        | I386             | Croazia       | Sanvincenti                            | |
| 35 | Silun Mont'Aquila  | I733 / E440      | Croazia       | Lanischie                              | Già frazione di Pinguente sotto l'Austria Già Slum prima del fascismo Ridenominato Lanischie nel 1929 |
| 36 | Umago              | L491             | Croazia       | Umago                                  | |
| 37 | Valdarsa           | L533             | Croazia       | Chersano                               | Già frazione di Bogliuno sotto l'Austria Già Susgnevizza prima del fascismo                           |
| 38 | Valle d'Istria     | L602             | Croazia       | Valle                                  | |
| 39 | Verteneglio        | L793             | Croazia       | Verteneglio                            | |
| 40 | Villa Decani       | L932             | Slovenia      | Capodistria                            | Già Decani prima del fascismo                                                                         |
| 41 | Visignano          | M074             | Croazia       | Visignano                              | Ridenominato Visignano d'Istria nel 1925                                                              |
| 42 | Visinada           | M075             | Croazia       | Visinada Castellier-Santa Domenica     | |

## Geografia

### Monti
Monti oltre i 1000 m
| Denominazione  | Altezza (m) | Luogo            |
| -------------- | ----------- | ---------------- |
| Monte Maggiore | 1.396 m     | Monti della Vena |
| Alpe Grande    | 1.271 m     | Monti della Vena |
| Monte Sega     | 1.234 m     | Monti della Vena |
| Monte Aquila   | 1.106 m     | Monti della Vena |
| Monte Taiano   | 1.028 m     | Monti della Vena |
| Monte Sabni    | 1.024 m     | Monti della Vena |

### Fiumi
- Dragogna
- Quieto
- Arsa

### Isole
- Cherso
- Lussino
- Brioni
- Unie
- Sansego
- Asinello
- Levrero

### Laghi
- Lago di Vrana nell'isola di Cherso
- Lago d'Arsa in Istria, prosciugato nel 1931

## Infrastrutture

### Strade
La provincia era percorsa dalle seguenti strade statali:
- Strada statale 14 della Venezia Giulia
- Strada statale 15 Via Flavia
- Strada statale 15 Via Flavia dir
- Strada statale 15 Via Flavia racc
- Strada statale 59 di Bisterza
- Strada statale 60 del Monte Maggiore
- Strada statale 61 Liburnica

### Ferrovie
- Ferrovia Parenzana
- Ferrovia Istriana

### Porti
- Capodistria
- Cherso
- Cittanova d'Istria
- Isola d'Istria
- Lussinpiccolo
- Parenzo
- Pirano
- Pola
- Rovigno
- Umago

## Demografia

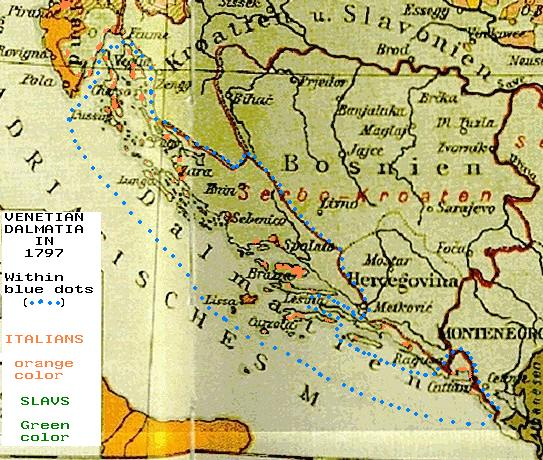
Mappa linguistica austriaca del 1896, su cui sono riportati i confini (segnati con pallini blu) della Dalmazia veneziana nel 1797. In arancione sono evidenziate le zone dove la lingua madre più diffusa era l'italiano, mentre in verde quelle dove erano più diffuse le lingue slave

Sotto il Regno d'Italia gli abitanti della provincia di Pola erano in maggioranza etnicamente italiani. Il censimento del 1921 rilevò le seguenti presenze: 199.942 italiani (67%) e 90.262 croati (23%), più un 9% fra tedeschi e sloveni, principalmente ex-dipendenti pubblici austriaci. Nella città di Pola si avevano abitanti 49.323, di cui 41.125 italiani (91%) e 5.420 croati (9%). Era presente nella provincia anche una piccola comunità istrorumena, concentrata intorno al comune di Valdarsa.

### Cultura
Quasi tutta la popolazione della Provincia professava la religione cattolica e dipendeva da due diocesi: quella di Trieste e Capodistria (per il territorio verso nord) e quella di Parenzo e Pola (per quelli più a sud), all'epoca entrambe suffraganee dell'Arcidiocesi di Gorizia. A Peroi risiedeva una cospicua comunità di rito greco-ortodosso.
La lingue in uso erano:
- l'italiano, unica lingua ufficialmente riconosciuta
- l'istro-veneto, conosciuto un po' ovunque, ma parlato in prevalenza in tutta la fascia costiera settentrionale e occidentale (massime nelle cittadine litoranee da Capodistria a Pirano e giù fino a Pola e in quelle vicine alla costa, come Buie, Grisignana, Visinada, Valle, Dignano, Gallesano, ecc.), così come in diversi dei principali agglomerati dell'entroterra (Portole, Montona, Pinguente, Pisino, Albona, ecc.)
- l'istrioto, sovrapposto all'istro-veneto nel triangolo tra Rovigno, Gallesano e Pola (quest'ultima perlopiù esclusa)
- lo sloveno e dialetti riconducibili al suo gruppo (savrino e risano), prevalentemente nell'entroterra settentrionale
- le parlate serbo-croate in varia forma (soprattutto il ciakavo, ma anche lo stokavo e alcune varianti miste) prevalenti un po' ovunque in molti villaggi dell'interno
- lo "schiavetto", ossia un dialetto misto romanzo/slavo diffuso nelle località rurali nord/occidentali a sud del fiume Dragogna
- l'istro-rumeno, parlato in alcune località della valle dell'Arsa e a ridosso del Monte Maggiore

## Transizione alla Jugoslavia
Il Litorale austriaco, poi ribattezzato Venezia Giulia, che fu assegnato all'Italia nel 1920 con il trattato di Rapallo (con ritocchi del suo confine nel 1924 dopo il trattato di Roma) e che fu poi ceduto alla Jugoslavia nel 1947 con i trattati di Parigi
     Aree annesse all'Italia nel 1920 e rimaste italiane anche dopo il 1947
     Aree annesse all'Italia nel 1920, passate al Territorio Libero di Trieste nel 1947 con i trattati di Parigi e assegnate definitivamente all'Italia nel 1975 con il trattato di Osimo
     Aree annesse all'Italia nel 1920, passate al Territorio Libero di Trieste nel 1947 con i trattati di Parigi e assegnate definitivamente alla Jugoslavia nel 1975 con il trattato di Osimo

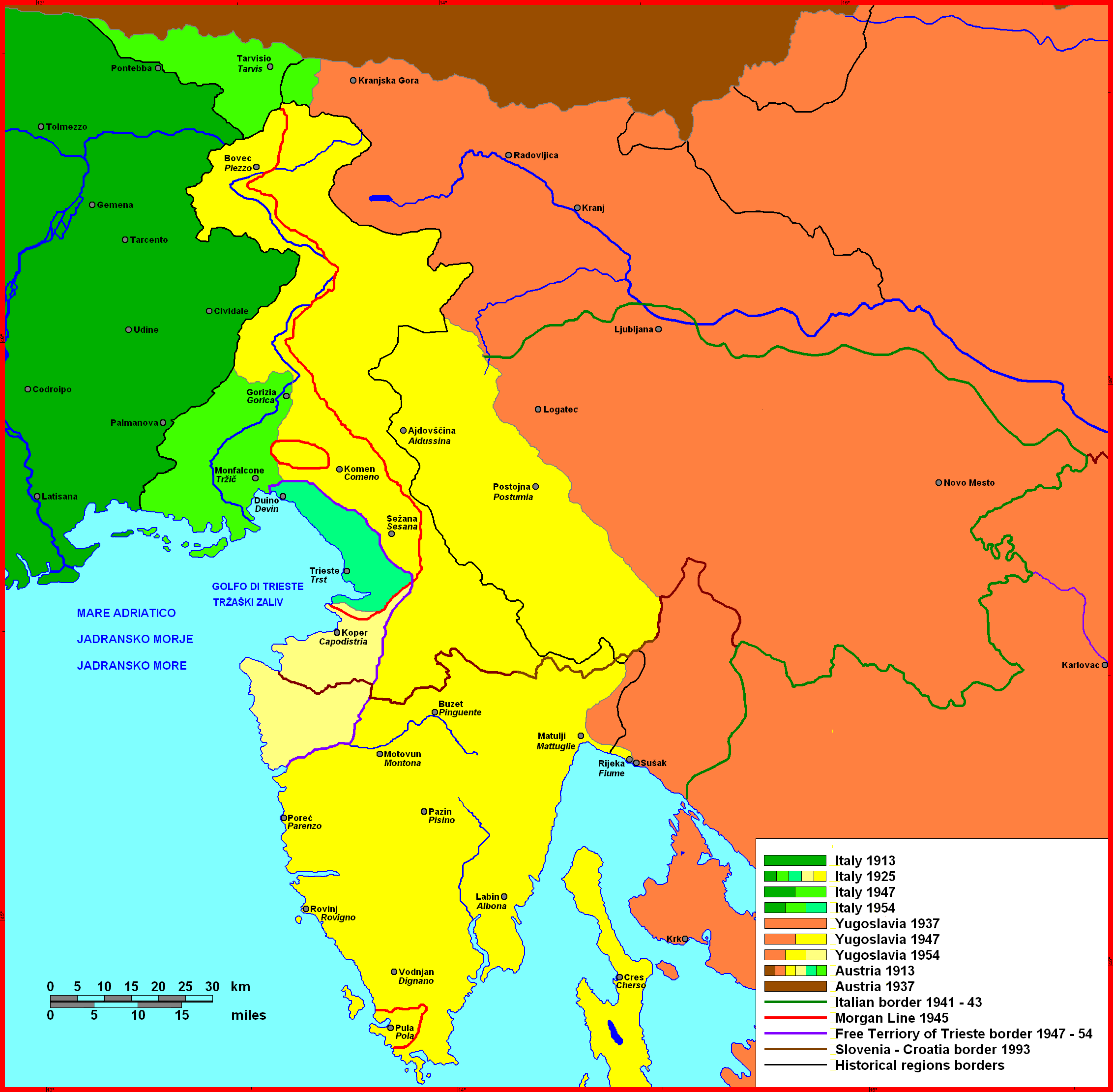
Modifiche al confine orientale italiano dal 1920 al 1975.
Il Litorale austriaco, poi ribattezzato Venezia Giulia, che fu assegnato all'Italia nel 1920 con il trattato di Rapallo (con ritocchi del suo confine nel 1924 dopo il trattato di Roma) e che fu poi ceduto alla Jugoslavia nel 1947 con i trattati di Parigi
Aree annesse all'Italia nel 1920 e rimaste italiane anche dopo il 1947
Aree annesse all'Italia nel 1920, passate al Territorio Libero di Trieste nel 1947 con i trattati di Parigi e assegnate definitivamente all'Italia nel 1975 con il trattato di Osimo
Aree annesse all'Italia nel 1920, passate al Territorio Libero di Trieste nel 1947 con i trattati di Parigi e assegnate definitivamente alla Jugoslavia nel 1975 con il trattato di Osimo

La prima pagina de L'Arena di Pola del 4 luglio 1946, con il titolo "O l'Italia o l'esilio".
Prima pagina del 24 agosto.

Con la vittoria jugoslava nella Seconda guerra mondiale l'8 maggio 1945, la provincia fu posto sotto occupazione militare come tutta la Venezia Giulia. Se l'Esercito Popolare di Liberazione della Jugoslavia proclamò immediatamente l'annessione della regione senza curarsi dei necessari passi di diritto internazionale, la reazione degli Stati Uniti obbligò a sgomberare la zona ad ovest della linea Morgan concordata con gli alleati occidentali, e a rimandare l'incorporazione giuridica al risorto Stato jugoslavo del restante territorio. In Istria, solo il centro storico del comune di Pola fu posto sotto la gestione dell'AMGOT, mentre tutto il resto ricadde sotto le armate titine.
Temporaneamente impossibilitato a dar pieno ed immediato seguito ai propri proclami di completa unificazione della penisola con la Jugoslavia, l'AVNOJ si preoccupò quantomeno separarla subito dall'Italia. Da misure più scenografiche come l'abolizione dell'ora legale, si passò a provvedimenti molto più concreti quali l'emissione di una valuta d'occupazione, la jugolira. Ancor più radicali le decisioni in ambito di diritto amministrativo, dato che il regime comunista cancellò tutti gli istituti di governo del territorio, sostituendoli coi soviet popolari del Comitato Nazionale per la Liberazione della Jugoslavia.
Nonostante le norme internazionali condannassero la modificazione della legislazione locale prima della stipula dei trattati di pace, gli slavi posero in essere una nuova forma di autogoverno creando al posto delle vecchie autorità, fuggite o infoibate, 3 comitati cittadini per la gestione di Dignano, Parenzo e Rovigno, 15 comitati distrettuali, con ambiti simili agli antichi distretti austriaci, che comandavano gruppi di comuni in blocco, e al vertice un comitato popolare provinciale. Per legittimare lo stato di cose, il 25 novembre 1945 vennero indette delle elezioni amministrative, dalle quali vennero però escluse Capodistria e Pirano le quali, a causa di manifestazioni di protesta all'indomani dell'introduzione della nuova moneta militare, vennero dichiarate città ancora sotto l'influenza di elementi fascisti, e quindi incompatibili con la democrazia.
Per il voto vennero presentate solamente le liste uniche dell'Unione Antifascista, contro le quali la comunità italiane invitarono al boicottaggio, ma che i militari sostennero fortemente mediante minacce agli astensionisti, dato il palese desiderio del governo di Belgrado di usare l'affluenza come giustificazione di un'accettazione popolare del nuovo corso. Dopo l'insediamento, il comitato provinciale selezionò al suo interno un comitato centrale esecutivo composto da 15 membri, di cui nove di cognome slavo-croato e sei di cognome italo-veneto, con potere su tutta la pubblica amministrazione.
La svolta finale per l'ex provincia venne però due anni dopo a causa della firma del Trattato di Parigi, che sancì il passaggio anche del capoluogo, Pola, alla Repubblica Popolare Federale Jugoslava, la quale il 15 settembre 1947 poté pure annettere a titolo definitivo tutto il territorio della provincia di Pola tranne i comuni di Buie d'Istria, Capodistria, Villa Decani, Cittanova d'Istria, Grisignana, Isola d'Istria, Maresego, Monte di Capodistria, Pirano, Umago e Verteneglio, che diventarono invece la "Zona B" del Territorio Libero di Trieste. La piena sovranità della Jugoslavia su questi comuni si estese nel 1977 in seguito alla ratifica del Trattato di Osimo del 1975, anche se nei fatti fin dal 1954 si era avuta una virtuale incorporazione. Oggi l'odierna contea croata dell'Istria corrisponde quasi perfettamente al territorio della defunta provincia.